# Kranj Challenger 2006
Il Kranj Challenger 2006 è stato un torneo di tennis facente parte della categoria ATP Challenger Series nell'ambito dell'ATP Challenger Series 2006. Il torneo si è giocato a Kranj in Slovenia dal 28 agosto al 3 settembre 2006 su campi in terra rossa.

## Vincitori

### Singolare
Werner Eschauer ha battuto in finale  Gorka Fraile con il punteggio di 6–1, 6–0

### Doppio
Antonio Baldellou-Esteva /  Héctor Ruiz Cadenas hanno battuto in finale  Adrián García /  Damián Patriarca 0–6, 6–2, [10–7]